# Catedral de la Santísima Concepción, Chile

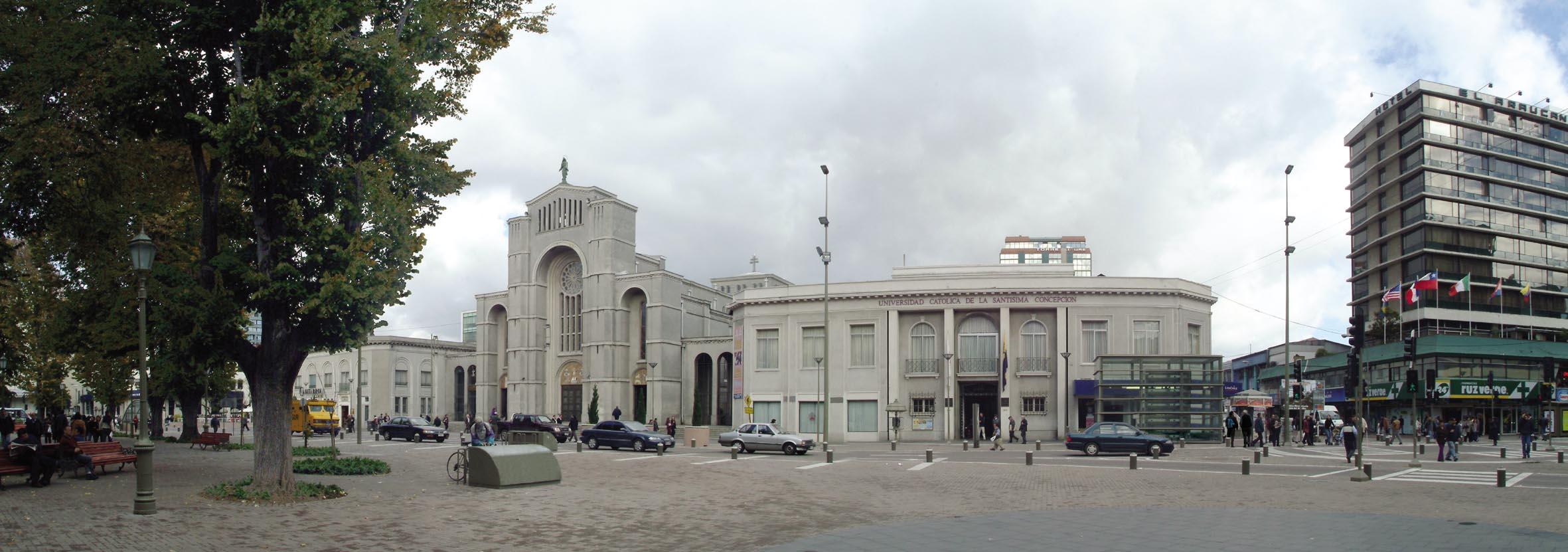
Catedral de la Santísima Concepción, Chile -

Catedral de la Santísima Concepción este o catedrală romano-catolică din Concepción, Chile. Catedrala din Concepción a fost terminată în anul 1964. Catedrala se prezintă azi ca o construcție ce ocupă o altitudinea de 22 m. Interiorul catedralei adăpostește o serie de monumente culturale. Catedrala domină zona orașului Concepción.